# Sol Katz
Solomon Stuart Katz, alias Sol Katz (3 août 1947 - 23 avril 1999), est un développeur de logiciels américain, pionnier des logiciels informatiques géospatiaux (une sous-catégorie du SIG). Il a laissé une contribution importante sous la forme d'applications informatiques et de spécifications de format alors qu'il était au Bureau of Land Management. Parmi le code source et les applications librement accessibles à la communauté qu'il a produits, se trouve l'application Windows PC-MOSS, où MOSS (Map Overlay and Statistical System) qui est le premier système d'information géographique Open Source connu. Katz était également un contributeur fréquent à de nombreuses listes de diffusion sur l'information géographique.
Katz naît en Suède en 1947 et déménage à New York à l'âge de 1 an. Le yiddish est sa première langue, mais il apprend ensuite l'hébreu et l'anglais. Après le lycée, il passe trois ans dans l'US Air Force, stationnée en Allemagne. À la suite de sa brève carrière militaire, il décide d'aller au Brooklyn College de New York où il obtient son bachelor degree en géologie en 2 ans et demi. Il épouse sa femme Hedy en 1969 et retourne au Brooklyn College tout en enseignant dans les écoles publiques de New York et obtient sa maîtrise, également en géologie. Après plusieurs années à travailler pour le US Bureau of Land Management dans plusieurs états, il s'installe à Lakewood, Colorado et décide de reprendre ses études à l'Université de Denver pour étudier l'informatique et décroche un deuxième master. À cette époque, il est le père de deux enfants, Shanna et Risa. Katz est décédé le 23 avril 1999 d'un lymphome non hodgkinien.

## Prix GFOSS
Le prix Sol Katz pour les logiciels géospatiaux libres et open source (GFOSS) est décerné aux personnes qui ont fait preuve de leadership dans la communauté GFOSS.
- 2005 – Frank Warmerdam – Développeur de la bibliothèque GDAL/OGR
- 2006 – Markus Neteler – Développeur SIG GRASS depuis 1998 et membre fondateur de l'Open Source Geospatial Foundation (OSGeo)
- 2007 – Steve Lime – Chef du projet MapServer
- 2008 – Paul Ramsey – Responsable du projet PostGIS [2]
- 2009 – Daniel Morissette – Coresponsable du projet MapServer et PSC de la bibliothèque GDAL/OGR
- 2010 – Helena Mitášová – Contributrice à GRASS, auteure et promotrice de FOSS4G dans le milieu universitaire
- 2011 – Martin Davis – Développeur de JTS, la suite Java Topology
- 2012 – Venkatesh Raghavan – Fondateur de la communauté FOSS4G
- 2013 – Arnulf Christl – Cofondateur de la Fondation OSGeo
- 2014 – Gary Sherman – Fondateur du projet QGIS
- 2015 – Maria Brovelli – Partisane de FOSS4G et GeoForAll
- 2016 – Jeff McKenna – Passion et leadership de longue date pour la diffusion de FOSS4G et OSGeo dans le monde entier
- 2017 – Andrea Aime – Développeur principal de GeoServer et GeoTools
- 2018 – Astrid Emde – leadership et efforts de longue date pour les communautés OSGeo et FOSSGIS
- 2019 – Even Rouault – dévouement à tant de projets dont GDAL, PROJ et bien d'autres
- 2020 – Anita Graser – militante du libre, développeur et leader de QGIS, fournissant du support aux utilisateurs
- 2021 – Malena Libman – Rassembler autant de communautés et de groupes, et les responsabiliser, en laissant un héritage mondial
- 2022 – Sandro Santilli – Développeur de PostGIS, GEOS, librtoppo, et pour sa vision de l'ouverture